# Andròcides de Cízic
Andròcides de Cízic (en llatí Androcydes, en grec antic Ἀνδροκύδης) fou un pintor grec nascut a Cízic, contemporani i rival de Zeuxis d'Heraclea, que va florir entre el 400 i el 377 aC, segons diu Plini el Vell a la Naturalis Historia.
Va exercir el seu ofici a Cízic i a Tebes. En aquesta darrera ciutat va pintar una batalla entre cavallers a Platea, poc abans de la batalla de Leuctres, i una pintura de Escil·la rodejat de peixos. La imatge va ser lloada per la gran bellesa dels peixos, i se suposa que l'artista els va pintar amb detall i amb colors precisos per la seva afició al peix, segons diu Plutarc.